# Tužka přírody
Tužka přírody (anglicky The Pencil of Nature) bylo fotografické dílo Williama Foxe Talbota zveřejněné v šesti (nebo v sedmi) vydáních v letech 1844 až 1846. Byla to vůbec „první fotograficky ilustrovaná kniha, která byla komerčně publikována“ někdy je také označována jako „první komerčně publikovaná kniha ilustrovaná fotografiemi“. Je považována za důležitou a vlivnou práci v dějinách fotografie. Knihu vydala společnost Longman, Brown, Green & Longmans v Londýně, obsahuje popis procesu kalotypie včetně 24 ručně zhotovených kalotypických tisků na slaném papíru. Každý z nich je podlepen silnějším kartonem a slouží k ilustraci některé z možných aplikací nové technologie. Talbot ve své dílně vyrobil celkem 2500 kopií této knihy.
Vzhledem k tomu, že fotografie v té době byla ještě velmi mladou novinkou a mnoho lidí nebylo obeznámeno s koncepcí, Talbot cítil potřebu vložit do své knihy také následující informace:
Desky v tomto albu jsou vytvořeny působením samotného světla, bez jakékoli pomoci umělcovy tužky. Jsou to obrazy samotného slunce, a ne – jak si někteří lidé představují – napodobující rytiny.
Tužka přírody byla vydána a prodávána jako jedna složka bez pevné vazby. Talbot plánoval velký počet vydání, ale kniha neměla velký komerční úspěch a tak musel svůj projekt ukončit po šestém vydání.
Při tisku a komerčním prodeji knížky pomáhal asistent a fotograf Nicolaas Henneman původem z Nizozemí.

## Fotografie

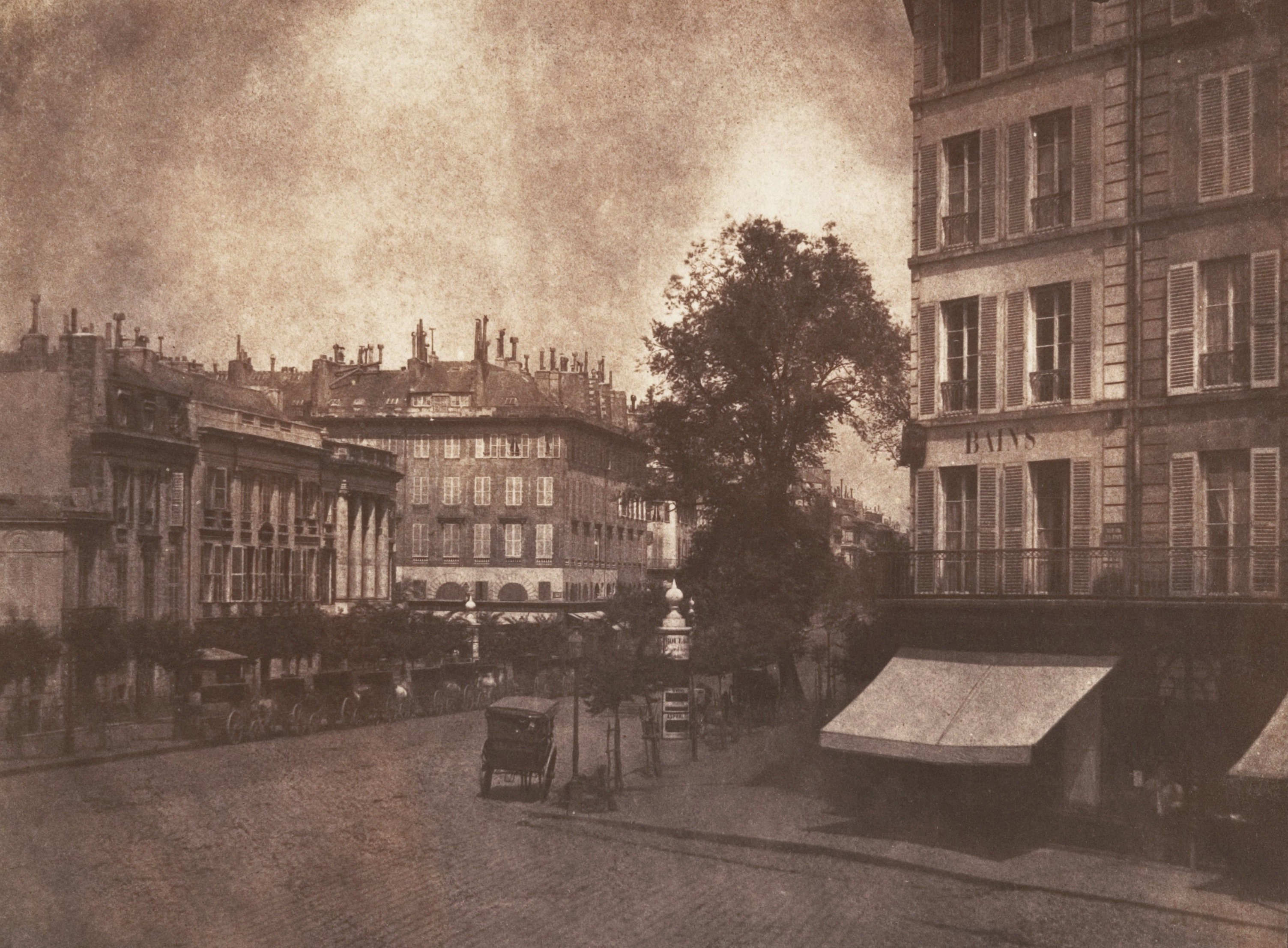
Pohled na bulváry v Paříži

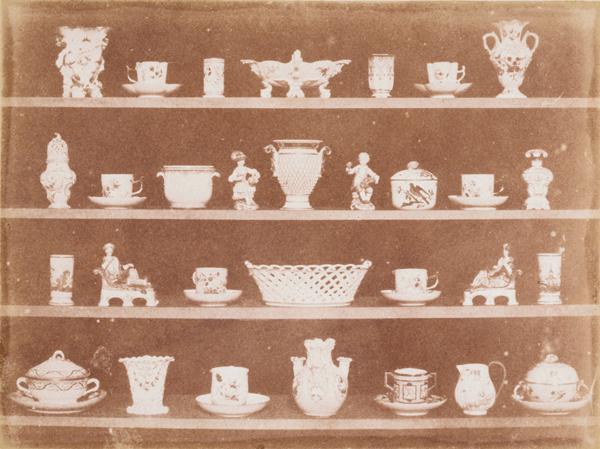
Porcelánové zboží

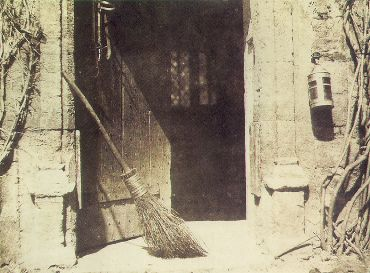
Otevřené dveře

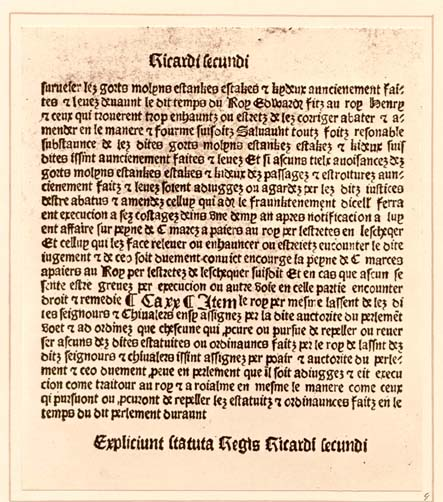
Faksimile staré tištěné stránky

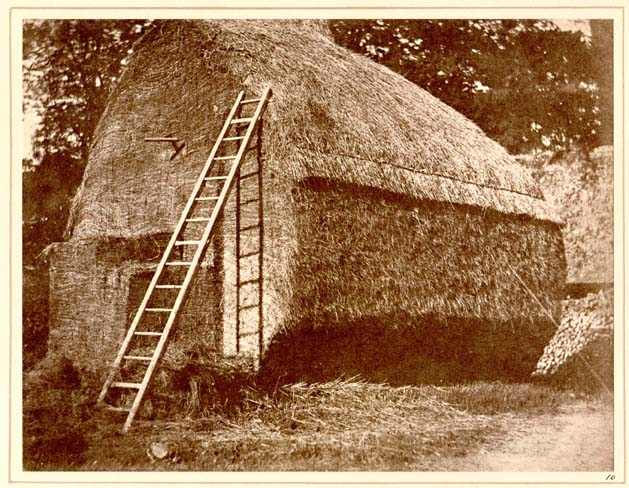
Kupa sena

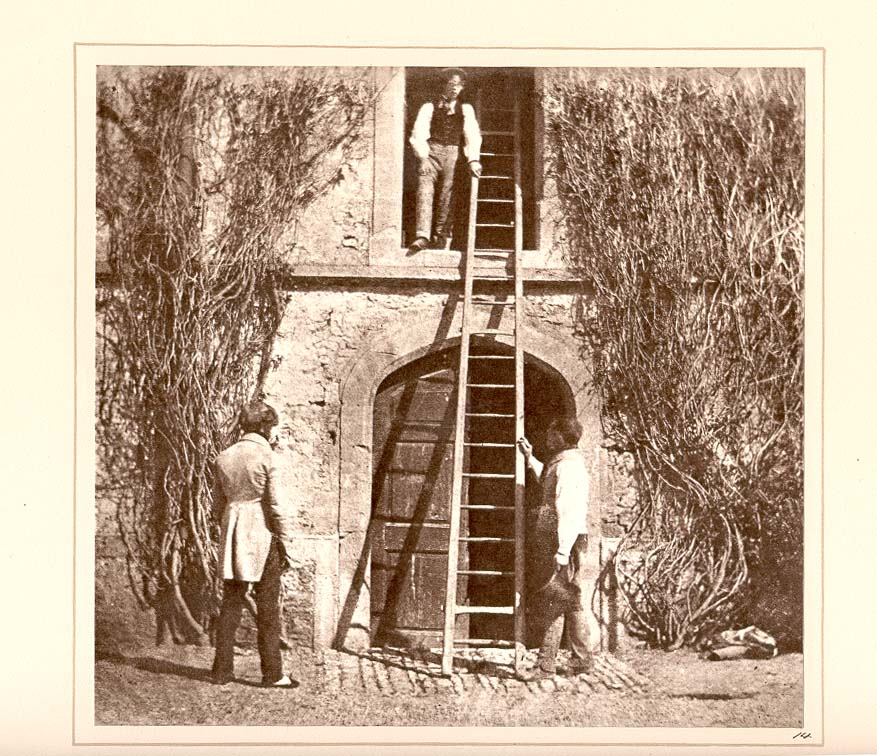
Žebřík

Celkem 24 desek v knize bylo pečlivě vybráno, aby demonstrovaly širokou škálu využití fotografie. Patří k nim různé architektonické studie, scény, zátiší a detaily, stejně jako faksimile grafických listů, kreseb a textu. Vzhledem k dlouhé době expozice Talbot zařadil pouze jeden portrét Ladder (deska XIV). I když se nepovažoval za umělce, pokusil se Talbot také ukázat, jak by se fotografie mohla stát novou formu umění, jako je například snímek Otevřené dveře (deska VI).
Kompletní seznam desek je následující:
- Část 1
  - I. Queen's College, Oxford
  - II. Pohled na Boulevard v Paříži
  - III. Výrobky z porcelánu
  - IV. Výrobky ze skla
  - V. Busta Patrocula

- Část 2
  - VI. Otevřené dveře
  - VII. List rostliny
  - VIII. Scéna v knihovně
  - IX. Faksimilie staré tištěné stránky
  - X. Kupa sena
  - XI. Kopie litografického tisku
  - XII. Most v Orléans

- Část 3
  - XIII. Queen's College, Oxford, vstupní brána
  - XIV. Žebřík
  - XV. Opatství Abbey ve Wiltshire

- Část 4
  - XVI. Klášter Lacock Abbey
  - XVII. Busta Patrocla
  - XVIII. Brána Christ Church, Oxford

- Část 5
  - XIX. The Tower of Lacock Abbey
  - XX. Krajky
  - XXI. Monument mučedníků

- Část 6
  - XXII. Westminsterské opatství
  - XXIII. Hagar v poušti
  - XXIV. Ovoce

## Text
Každá deska byla doplněna krátkým textem, který popisoval scénu a také fotografický proces, kterým byla pořízena. Talbot zdůrazňoval praktické důsledky jeho technologie (například uvádí, že „fotografické zachycení celé skříně sběratele starého porcelánu na papír trvá jen zlomek času, než by si stačil pořídit písemný seznam obvyklým způsobem“), ale uznával také uměleckou hodnotu ("hlavním cílem této práce je zaznamenat rané počátky nového umění").
Vzhledem k novosti tématu Talbot například poukazoval na některé věci, které se zdají dnes zřejmé. Například „pořízení snímku větší skupiny lidí zabere stejnou dobu jako záznam jednoho člověka, jelikož fotoaparát je vykreslí všechny najednou“.
Také uvažoval mimo jiné nad otázkami, jestli fotografie obstojí jako důkaz před soudem nebo zda by mohla kamera zaznamenat ultrafialové světlo.
Na začátku knihy Talbot zařadil neúplnou historii vzniku kalotypie s názvem „Krátký historický nástin vynálezu umění“. Kapitola o historii však poměrně náhle skončila a ačkoli Talbot ji původně zamýšlel dokončit později, nikdy to neudělal.

## Další vydání
- New York: Da Capo Press, 1969.
- New York: Hans P. Kraus, Jr., 1989. ISBN 0-9621096-0-6
- Bath: Monmouth Calotype 1989